# Olena Krasovska
Olena Krasovska (Kiev, Ucrania, 17 de agosto de 1976) es una atleta ucraniana, especializada en la prueba de 100 m vallas en la que llegó a ser subcampeona olímpica en 2004.

## Carrera deportiva
En los JJ. OO. de Atenas 2004 ganó la medalla de plata en los 100 metros vallas, con un tiempo de 12.45 segundos, llegando a la meta tras la estadounidense Joanna Hayes que con 12.37 segundos batió el récord olímpico, y por delante de otra estadounidense Melissa Morrison.